# اسدالله منجزی
اسدالله منجزی بازیگر اهل ایران است.

## زندگی‌نامهٔ حرفه‌ای
وی از پیشکسوتان تئاتر، سینما و تلویزیون ایران است که پیش از انقلاب با بازی در مجموعهٔ تلویزیونی «پژواک» وارد عرصهٔ بازیگری حرفه‌ای در تلویزیون شد.
اسدالله منجزی در ۳۱ اردیبهشت ماه سال ۱۳۹۱ در مراسمی که با حضور مدیرکل فرهنگ وارشاد اسلامی استان تهران و بمنظور تقدیر از پیشکسوتان تئاتر در باغ گلستان تهران برگزار شد، با تقدیم لوح و هدیه، مورد تقدیر و تجلیل قرار گرفت.

## فیلم‌شناسی

### سینما
- پل سیزدهم (۱۳۸۳)
- شنگول و منگول (۱۳۶۸)

### نمایش خانگی
- ریکاوری (مجموعه نمایش خانگی) (۱۳۹۷)

### تلویزیون
| سال       | نام              | سمت    | کارگردان                   | توضیحات |
| --------- | ---------------- | ------ | -------------------------- | --- |
| ۱۳۸۷      | طفلان مسلم       | بازیگر | مجتبی یاسینی               | |
| ۱۳۸۱–۱۳۸۳ | دایره تردید      | بازیگر | امیر قویدل، خشایار الوند   | شبکه ۱ |
| ۱۳۸۰      | چراغ‌های خاموش    | بازیگر | کاظم بلوچی                 | در ماه رمضان ۱۳۸۰ از برنامه کودک و نوجوان پخش شد.                                                                                  |
| ۱۳۸۰      | غزل غزل‌ها        | بازیگر | هوشنگ توکلی                | شبکه ۱ |
| ۱۳۷۵      | بافته‌های رنج     | بازیگر | مجید بهشتی                 | در شبکه اول ۴۲ قسمت ۵۰ دقیقه ای تولید شد.                                                                                          |
| ۱۳۷۴      | عیاران           | بازیگر | کاظم بلوچی                 | در ۱۳ قسمت پخش شد. |
| ۱۳۷۳      | اشتباه در اشتباه | بازیگر | جواد انصافی                | شبکه ۱ کارگردان تلویزیونی: «علی عسگری»                                                                                             |
| ۱۳۷۱      | آخرین ایستگاه    | بازیگر | مصطفی راور حسین پهلوان‌نشان | در دههٔ فجر ۱۳۷۱ در برنامه کودک و نوجوان شبکه ۱ پخش شد.                                                                             |
| ۱۳۶۹      | پلک شب           | بازیگر | محمد دستگردی               | شبکه ۱ |
| ۱۳۶۷      | ریشه در خاک      | بازیگر | مجید بهشتی                 | شبکه ۱ |
| ۱۳۶۵      | اُغُر بخیر         | بازیگر | مجید بهشتی                 | شبکه ۱ |
| ۱۳۶۴      | ما می‌توانیم      | بازیگر | مجتبی یاسینی               | کارگردان تلویزیونی: «بیژن فیاد» این مجموعه تلویزیونی، در ۳۹ قسمت ۲۰ دقیقه‌ای، با ارائهٔ قطعات نمایشی به آموزش تئاتر کودکان می‌پرداخت. |
| ۱۳۵۱      | پژواک            | بازیگر | جمشید شاه‌محمدی             | |